# 서울특별시서부교육지원청
서울특별시서부교육지원청(서울特別市西部敎育支援廳, Seoul Seobu District Office of Education)은 서울특별시 서대문구, 마포구, 은평구를 관할하는 서울특별시교육청 산하의 교육지원청이다.
교육장은 장학관으로 보한다.

## 산하기관

### 서대문구
초등학교
| - 경기초등학교 - 명지초등학교 - 서울고은초등학교 - 서울금화초등학교 - 서울대신초등학교 | - 서울미동초등학교 - 서울북가좌초등학교 - 서울북성초등학교 - 서울안산초등학교 - 서울연가초등학교 | - 서울연희초등학교 - 서울인왕초등학교 - 서울창서초등학교 - 서울홍연초등학교 | - 서울홍은초등학교 - 서울홍제초등학교 - 이화여자대학교 사범대학 부속초등학교 - 추계초등학교 |

중학교
| - 가재울중학교 - 동명여자중학교 - 명지중학교 - 서연중학교 | - 신연중학교 - 연북중학교 - 연희중학교 - 이화여자대학교 사범대학 부속 이화·금란중학교 | - 인왕중학교 - 인창중학교 - 정원여자중학교 | - 중앙여자중학교 - 한성중학교 - 홍은중학교 |

### 마포구
초등학교
| - 서울공덕초등학교 - 서울동교초등학교 - 서울마포초등학교 - 서울망원초등학교 - 서울상암초등학교 - 서울상지초등학교 | - 서울서강초등학교 - 서울서교초등학교 - 서울성산초등학교 - 서울성서초등학교 - 서울성원초등학교 - 서울소의초등학교 | - 서울신북초등학교 - 서울신석초등학교 - 서울아현초등학교 - 서울염리초등학교 - 서울용강초등학교 | - 서울중동초등학교 - 서울창천초등학교 - 서울하늘초등학교 - 서울한서초등학교 - 홍익대학교 사범대학 부속초등학교 |

중학교
| - 경성중학교 - 광성중학교 - 동도중학교 - 상암중학교 | - 서울여자중학교 - 성사중학교 - 성산중학교 - 성서중학교 | - 숭문중학교 - 신수중학교 - 아현중학교 | - 중암중학교 - 창천중학교 - 홍익대학교 사범대학 부속여자중학교 |

### 은평구
초등학교
| - 서울갈현초등학교 - 서울구산초등학교 - 서울구현초등학교 - 서울녹번초등학교 - 서울대은초등학교 - 서울대조초등학교 - 서울북한산초등학교 - 서울불광초등학교 | - 서울상신초등학교 - 서울서신초등학교 - 서울수리초등학교 - 서울수색초등학교 - 서울신도초등학교 - 서울신사초등학교 - 서울역촌초등학교 - 서울연광초등학교 | - 서울연신초등학교 - 서울연은초등학교 - 서울연천초등학교 - 서울은명초등학교 - 서울은빛초등학교 - 서울은진초등학교 - 서울은평초등학교 - 서울응암초등학교 | - 서울증산초등학교 - 서울진관초등학교 - 선일초등학교 - 예일초등학교 - 충암초등학교 |

중학교
| - 구산중학교 - 대성중학교 - 덕산중학교 - 불광중학교 - 상신중학교 | - 선일여자중학교 - 선정중학교 - 숭실중학교 - 신도중학교 - 연서중학교 | - 연신중학교 - 연천중학교 - 영락중학교 - 예일여자중학교 | - 은평중학교 - 증산중학교 - 진관중학교 - 충암중학교 |

## 같이 보기
- 대한민국 교육부